# Flagge der Falklandinseln
Die Flagge der Falklandinseln wurde am 29. September 1948 eingeführt. Wie bei Kolonialflaggen britischer Überseegebiete üblich, führt sie auf blauem Tuch am Top der Mastseite einen Union Jack als Zeichen der Verbundenheit zum Mutterland und auf der Außenseite das Wappen der Falklandinseln.
1864 führte Großbritannien ein standardisiertes Flaggensystem ein. 1865 wurde auch Kolonialregierungen das Führen eigener Flaggen erlaubt. Diese Flaggen führen am oberen Mastende (siehe Gösch) einen Union Jack und auf der fliegenden Seite ein Badge, das jeweilige Wappen. Die Regierungsflaggen sind blau (Blue Ensign) und Handelsflaggen rot (Red Ensign).
1999 wurde eine dem Wappen unterlegte weiße Kreisfläche aus der Flagge genommen. Zwischen 1865 und 1948 waren zwei weitere Blue-Ensign-Flaggen in Verwendung.

Flagge des Gouverneurs
Handelsflagge

## Historische Flaggen

1865–1933
1933–1948
1948–1999
Handelsflagge von 1948 bis 1999